# Арун
Арун (енгл. River Arun) је река у Уједињеном Краљевству, у Енглеској. Дуга је 41 km. Протиче кроз Западни Сасекс. Улива се у Ламанш. 